# Коновалов, Вадим Сергеевич
Вади́м Серге́евич Конова́лов (1934 год — 20 сентября 2017 года) — советский и российский саксофонист и композитор, заслуженный работник культуры Российской Федерации (2000).

## Биография
Выпускник отделения духовых и ударных инструментов АМУМГК им. Чайковского.

Более 15 лет  Вадим Сергеевич служил заведующим музыкальной частью в Ивановском драматическом театре; он написал музыку ко многим спектаклям из репертуара конца 1980-х и начала 2000-х. Среди них:
- «Женька, Женя, Женечка»,
- «Амфитрион»,
- «Ночной переполох»,
- «Дядюшкин сон»,
- «Мне скучно, Бес»,
- «Алые паруса»,
- «Дети Ванюшина»,
- «Государственный преступник и К»,
- «Про Иванушку Дурака»,
- «Винни-Пух»,
- «Тайна заколдованного портрета»,
- «Снежная королева».

## Сотрудничество
Вадим Сергеевич Коновалов работал в:
- Государственном симфоническом оркестре под управлением Юрия Силантьева,
- Краснознамённом ансамбле Александрова,
- Государственном оркестре кинематографии СССР;
- на Всесоюзной фирме грамзаписи «Мелодия».

Он сотрудничал с такими солистами, как:
- Юрий Гуляев,
- Муслим Магомаев,
- Гелена Великанова,
- Иосиф Кобзон,
- Марк Бернес,
- Клавдия Шульженко,
- Майя Кристалинская.

## В кинематографе
Его саксофон можно услышать во всех фильмах с музыкой А. Зацепина, в картинах «Кавказская пленница», «Берегись автомобиля» и многих других.

## Награды
- 2000 — Заслуженный работник культуры Российской Федерации.